# Kōgyo Tsukioka
Kōgyo Tsukioka (月岡 耕漁, Tsukioka Kōgyo, 18 de abril de 1869 – 25 de fevereiro de 1927) foi um artista japonês do período Meiji, especializado em técnicas de de xilogravura e pintura. 
Ao longo de sua vida, ele produziu mais de 500 gravuras diferentes. Os temas eram bastante focados nas expressões artísticas tradicionais do Japão, principalmente em cenas do teatro noh, prática teatral surgida no século VIII baseada em movimentos que unem o canto, a dança e a interpretação. 

## Biografia

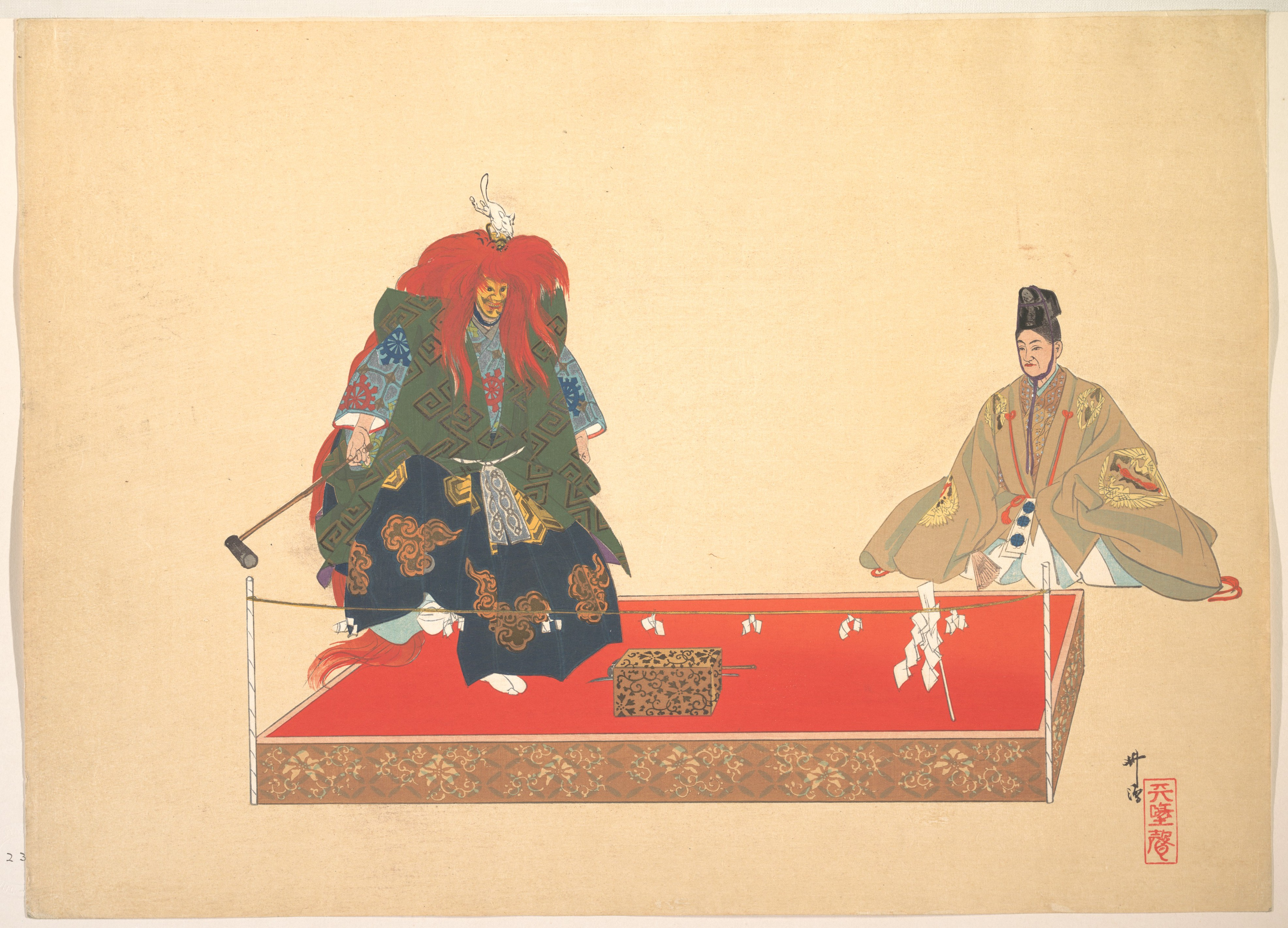
"Cena do Teatro Noh", c. 1910

Tsukioka nasceu Hanyū Sadanosuke em 1869 no distrito de Nihonbashi, em Tóquio, filho de uma ex-gueixa de nome Sakamaki Taiko. Ele iniciou sua prática artística aos quinze anos, sob a tutela de Yoshitoshi Tsukioka, um grande mestre do ukiyo-e com quem sua mãe veio a se casar. Ao ser adotado por Yoshitoshi, Kōgyo mudou seu sobrenome para Tsukioka, o mesmo de seu pai adotivo. Apesar de Yoshitoshi não ser tão focado em temas do teatro japonês, o interesse de Kōgyo pelas cenas de teatro noh provavelmente foi despertado por causa de Yoshitoshi, um grande entusiasta do noh.
Após a morte de Yoshitoshi, em 1892, Kōgyo continuou seu estudos com Matsumoto Fuko, um pintor especializado em paisagens simples e em cenas históricas; posteriormente, ele veio a estudar com o pintor e xilogravurista Ogata Gekkō, que tornou-se seu mestre. Seguindo a tradição japonesa de nomenclatura de pupilos, Gekkō deu a ele o nome de Kōgyo. Suas obras, durante a década de 1890, eram assinadas com o sobrenome de solteira de sua mãe, Sakamaki. Quando Kōgyo assume a direção da escola Tsukioka, ele passa de assinar como Sakamaki Kōgyo (坂巻耕漁) para Tsukioka Kōgyo (月岡 耕漁).
Em 1908, Kōgyo teve uma filha, nascida Fumiko, que veio a ser posteriormente conhecida como Tsukioka Gyokusei. Ela também se tornou gravurista, publicando cenas do teatro noh sob a edição de Shozaburo Watanabe e estudando yamato-e com o mestre Matsuoka Eikyu.
Em 1927, Kōgyo faleceu, e Gyokusei passou a comandar a escola de gravura de seu pai.